# 기다 마고베
기다 마고베(일본어: 貴田孫兵衛 きだ まごべえ[*], 생몰년 미상)는 아즈치모모야마 시대의 무장. 가토 기요마사의 가신. 본명은 기다 무네하루(貴田統治 きだ むねはる[*]). 또는 게야무라 로쿠스케(毛谷村六助 けやむら ろくすけ[*])의 이름으로 가부키 등의 소재가 되었다.
마고베는 농부로서 가토 기요마사에게 발탁되어 '게야무라 로쿠스케'로 개명했다가 이후에 '기다 마고베'로 개명했다.

## 개요
흔히 '가토 16장'의 한 사람으로 여겨진다. 900여 석을 지행하고 있었다고 하며, 분로쿠·게이초의 역(文禄・慶長の役)에는 텟포(鉄炮) 중 40명을 이끌고 종군하였다. 「기요마사기」(清正記)는 가토군의 우량카이(만주) 공격 시에 전사했다고 하고 있다. 그러나 그 후에도 기요마사의 서신에 기다 마고베의 이름이 나타나기 때문에 그 최후는 불분명하지만 마고베의 일족은 가토가 개역 후 호소카와 번사로 되어 있다. 후술하는 것처럼 마고베는 게야무라 로쿠스케의 이름으로 유명한데, 사실과 전설의 구별이 필요하다.

## 호걸 게야무라 로쿠스케의 전설
에도 시대의 군담 책 《도요토미 칭제이 군담》에 기다 마고베는 전명을 게야무라 로쿠스케라고 해, 여자의 복수를 조력했다(원수를 갚았다)는 이야기가 실려, 이것이 덴메이 연간에 인형극 《히코야마 곤겐 서조검》로 공연돼 인기를 끌면서 나중에는 가부키의 공연에도 되었고, 다이쇼 시대에는 영화화도 되고 있다.
더욱이 1960년대 한국의 민간전승 논개 전설과 연결되어 진주성에서 살해된 것으로 알려졌지만 물론 사실은 아니다. 현재 후쿠오카현 소에다정, 오이타현 나카쓰시 야마쿠니정 게야무라에는 기다 마고베의 무덤이 있어 현지에서는 이 땅에서 62세에 사망했다고 전하고 있지만, 가부키등으로 유명해진 후에 만들어진 것일 가능성도 있다.
사가현 가라쓰시 나고야에는 로쿠스케샤(六助社)라는 당집이 있다. 조선에서 살해된 기다 마고베는 소금에 절여 나고야로 수송되었다. 그리고 나고야에 매장되어 로쿠스케샤가 세워졌다고 전해진다. 로쿠스케샤에서는 다리의 신으로 모셔져 있다. 또한 나고야의 기타 신사에서도 기다 마고베는 신으로 모셔져 있다.

## 기타 전설
가부키에서는 사무라이보다 더센 농부로 사랑받으며, 거인으로 묘사되기도 한다.
덴메이 6년(1786년) 다케모토 센타로좌 초연. 우메노시모카제·지카마쓰 보장 합작의 11단 시대물 죠루리. 히데히코산의 기슭에 사는 로쿠스케가 검의 스승 오카이치 미사이(岡一味斎)의 딸로 미사이의 원수를 갚기 위해서 여행을 계속하고 있는 오엔과 재회해 축언을 올리는 에피소드등을 그리는 9단째의 「케타니무라」가 많이 상연된다.

## 같이 보기
- 논개